# 바르가스주

바르가스 주의 위치

바르가스주(스페인어: Estado Vargas)는 베네수엘라 북부에 위치한 주로 주도는 라과이라이며 면적은 1,496km2, 인구는 332,900명(2007년 기준)이다. 1998년에 신설되었으며 1개 지방 자치체를 관할한다. 주 이름은 베네수엘라의 전직 대통령인 호세 마리아 바르가스(José María Vargas)에서 유래된 이름이다. 북쪽으로는 카리브해, 서쪽으로는 아라과 주, 동쪽으로는 미란다 주, 남쪽으로는 수도 지구와 접한다.

## 같이 보기
- 베네수엘라
- 베네수엘라의 주